# Casa es de Cuish
Casa es de Cuish és una obra d'Es Bòrdes (Vall d'Aran) inclosa a l'Inventari del Patrimoni Arquitectònic de Catalunya.

## Descripció
Perpendicular a la teulada i en una cantonada del coto de la casa des de Cuish trobem la balconada cap a l'est. Està formada per balustres en fustes planes artísticament retallades, fins i tot calades que, per la seva forma, sembla que hagin volgut imitar la silueta dels balustres de pedra i marbre en forma de columneta, motiu pel qual és possible que responguin a una influència francesa. Estructura bàsicament de fusta, que sobresurt de la façana mantinguda per un embigat encastat a la paret. El paviment és de taulons de fusta. La part nord de la balconada està tancada per una estructura de tires de fusta horitzontals i emblanquinades. A sobre de la balconada, en la pala del llosat, s'alça una lucana desmesurada. A la part inferior de la balconada es troba una finestra de forma rectangular amb l'alçada més gran que l'amplada.

## Història
"Els balcons o balconades, en especial els de fusta, es troben a tot el llarg del Pirineu i Pre-Pirineu, i són, en opinió de Violant i Simorra, relativament novells: apareixen vers el segle xvii, i més encara el XVIII i començaments del XIX, moment en què, en evolucionar el volum de la casa, també evoluciona la finestra o gran finestra sota la coberta que feia de solar i assecador, i s'anà convertint poc a poc en eixidor i balcó". (Mas Canalis, D..-La casa Andorrana Tradicional, pàg. 79).
Malgrat aquesta cita de Violant i Simorra els balcons o balconades no són un tret característic en l'arquitectura popular aranesa. Encara que en quasi totes les poblacions de la Vall hi ha alguna casa que, degut al seu status social i per qüestions d'influència francesa, té una balconada de fusta.